# Сентер Тауншип (округ Індіана, Пенсільванія)
Сентер Тауншип (англ. Center Township) — селище (англ. township) в США, в окрузі Індіана штату Пенсільванія. Населення — 4391 особа (2020).

## Демографія
Згідно з переписом 2010 року, у селищі мешкали 4764 особи в 1997 домогосподарствах у складі 1398 родин. Було 2146 помешкань
Расовий склад населення:
| - 98,0 % — білих - 0,5 % — чорних або афроамериканців - 0,2 % — корінних американців - 0,1 % — азіатів |

До двох чи більше рас належало 0,8 %. Частка іспаномовних становила 0,7 % від усіх жителів.
За віковим діапазоном населення розподілялося таким чином: 19,8 % — особи молодші 18 років, 61,9 % — особи у віці 18—64 років, 18,3 % — особи у віці 65 років та старші. Медіана віку мешканця становила 43,9 року. На 100 осіб жіночої статі у селищі припадало 97,8 чоловіків;  на 100 жінок у віці від 18 років та старших — 96,8 чоловіків також старших 18 років.
Середній дохід на одне домашнє господарство  становив 52 362 долари США (медіана — 47 205), а середній дохід на одну сім'ю — 61 366 доларів (медіана — 53 687). Медіана доходів становила 42 213 долари для чоловіків та 27 786 доларів для жінок. За межею бідності перебувало 9,2 % осіб, у тому числі 16,6 % дітей у віці до 18 років та 4,5 % осіб у віці 65 років та старших.
Цивільне працевлаштоване населення становило 2011 осіб. Основні галузі зайнятості: освіта, охорона здоров'я та соціальна допомога — 26,6 %, роздрібна торгівля — 13,8 %, виробництво — 11,3 %.